# Sant Joan Baptista i Sant Joan Evangelista
Sant Joan Baptista i Sant Joan Evangelista és una obra d'El Greco, de 1600-10 ca. conservada al Museu del Prado.
A l'inventari-II realitzat per Jorge Manuel Theotocópuli després de la mort del seu pare, hi consta un llenç de mida més gran. Sabem que va existir un altre quadre autèntic al palau de Villena. Tanmateix, actualment la pintura del Museu del Prado és l'única obra autògrafa coneguda sobre aquest tema.

## Temàtica de l'obra
El Greco va realitzar vàries obres de «sants aparellats». L'associació de Joan Baptista i de Joan Evangelista, és inversemblant. Òbviament, no apareix en cap cita dels evangelis, ni és lógica històricament, però no sembla que molestés l'Església de la Contrareforma.
José Álvarez Lopera comenta que aquestes associacions de sants d'El Greco podien estar basades en algun costum, de vegades podien tenir certa lógica o motiu doctrinal, però altres vegades eren tan arbitràries que només podíen explicar-se pel desitg dels destinataris.

## Anàlisi de l'obra
La figura del Baptista és gairebé una repetició de la imatge del sant aïllat del De Young (museu) i del Museu de Belles Arts de Valencia. L'Agnus Dei no reposa sobre una roca elevada, però el paisatge és molt similar i continuem veient el Monestir d'El Escorial al fons a la dreta. L'elegant figura de l'Evangelista apareix en idéntica posición que a Sant Joan Evangelista i Sant Francesc d'Assís.